# Radio 2 (Satellit)
Radio 2,(russisch Радио-2) auch Radio Sputnik 2, RS-2, ist ein ehemaliger sowjetischer Amateurfunksatellit.

## Aufbau
Die Amateurfunksatellit Radio 2 wurde von Studenten des Moskauer Staatlichen Luftfahrtinstituts (MAI) parallel zum Radio 1 entwickelt und gebaut. Beide Satelliten sind ähnlich, aber nicht baugleich. Der Satellit hat eine zylindrische Konstruktion mit einem Durchmesser von 420 mm und einer Höhe von 390 mm. In diesem Korpus sind die Sende- und Empfangsgeräte des Umsetzers und des Kommandosystems, sowie Telemetriesystem, Wärmeregulierung und die chemischen Spannungsquellen untergebracht. Die Masse beträgt 40 kg.
Die Spannungsversorgung erfolgte aus Solarzellen und chemischen Spannungsquellen. Der Satellit trug einen Kommandoempfänger zur Fernsteuerung und einen Bakensender, der auch Telemetriedaten sendete. Zur Übertragung der Telemetrie dienten das Morsealphabet und ein Datenformat mit 100 Baud Übertragungsgeschwindigkeit. Weiterhin trug er einen 40 kHz breiten Lineartransponder vom 2-m-Band in das 10-m-Band. Ein 0,5-µV-Signal am Eingang des Empfängers erzeugte eine Ausgangsleistung von 100 mW am Ausgang des Umsetzers. Die maximale Ausgangsleistung des Lineartransponders betrug 1,5 W.
Radio 1 verfügte über eine Dipolantenne (Inverted Vee) für das 2-m-Band und einen Viertelwellenstrahler (Stabantenne) für das 10-m-Band.

## Mission
Der Satellit wurde am 26. Oktober 1978 gemeinsam mit Radio 1 und dem Dummy-Satelliten Kosmos 1045 mit einer sowjetischen Zyklon-3-Trägerrakete vom Kosmodrom Plessezk gestartet.
Die Kommandostationen befanden sich in Moskau (Rufzeichen RS3A), in Arsenjew (RS0A) und in der Nähe von Nowosibirsk (RS3B). Radio 2 stellte seinen Betrieb im März 1979 ein.

## Frequenzen
- Uplink 145,880 … 145,920 MHz (SSB, CW, max. 1500 mW)
- Downlink 29,360 … 29,400 MHz (SSB, CW)
- Rufzeichen: RS